# Крейн (Монтана)
Крейн (англ. Crane) — переписна місцевість (CDP) в США, в окрузі Ричленд штату Монтана. Населення — 91 особа (2020).

## Географія
Крейн розташований за координатами 47°34′38″ пн. ш. 104°15′3″ зх. д. / 47.57722° пн. ш. 104.25083° зх. д. (47.577170, -104.250852).  За даними Бюро перепису населення США в 2010 році переписна місцевість мала площу 6,56 км², уся площа — суходіл.

## Демографія
Згідно з переписом 2010 року, у переписній місцевості мешкали 102 особи в 38 домогосподарствах у складі 28 родин. Густота населення становила 16 осіб/км².  Було 43 помешкання (7/км²).
Расовий склад населення:
| - 100,0 % — білих |

До двох чи більше рас належало 0,0 %. Частка іспаномовних становила 3,9 % від усіх жителів.
За віковим діапазоном населення розподілялося таким чином: 29,4 % — особи молодші 18 років, 61,8 % — особи у віці 18—64 років, 8,8 % — особи у віці 65 років та старші. Медіана віку мешканця становила 41,5 року. На 100 осіб жіночої статі у переписній місцевості припадало 112,5 чоловіків;  на 100 жінок у віці від 18 років та старших — 111,8 чоловіків також старших 18 років.
Цивільне працевлаштоване населення становило 90 осіб. Основні галузі зайнятості: сільське господарство, лісництво, риболовля — 48,9 %, освіта, охорона здоров'я та соціальна допомога — 17,8 %, будівництво — 11,1 %, транспорт — 10,0 %.